# 波特斯巴火車事故
波特斯巴火車事故（Potters Bar rail crash）是一起發生在2002年5月10日的鐵路意外事件，一列途經英國倫敦郊區城鎮波特斯巴的列車在進站之前，因為轉轍器故障鬆脫而出軌翻覆，造成車上六名乘客與一名路人死亡。由於該事件的受害者名單包括了數位知名人士，再加上又是鄰近地區在短時間之內的第二起死亡意外（2000年10月17日，同樣在赫福特郡（Hertfordshire ）境內的哈特非（Hatfield）才發生過4人死亡的列車出軌意外），因此備受注目。

## 事件經過
發生事故的是一列屬於西安格利亞大北方鐵路（West Anglia Great Northern，WAGN）、暱稱為「劍橋巡航號」（The Cambridge Cruiser）的365級電聯列車（Class 365），在午後12:45時自倫敦的國王十字車站（King's Cross）發車，朝北駛往諾福克郡的海港城鎮金斯林（King's Lynn）。並在12:55左右時接近倫敦北郊、赫福特郡城鎮波特斯巴的車站。由於是長途列車，1245班次並沒有預計要在該站暫停，因此進站之前列車的時速高達97英里（約156公里/小時），當列車高速行經位於車站南端編號2182A、用來將列車自快速路線導引至慢速路線的轉轍器時，控制轉轍器橫向移動的橫樑因為上面的固定螺帽鬆動或脫落而偏位。
列車本身共有四節車廂，當第三節車廂的後半段行經出問題的轉轍器時，控制路線轉換的軌道開始鬆動，導致前後轉向架開始承受作用方向 相反的側向力，並造成第三車廂後半與整個第四車廂出軌。第四節車廂的後轉向架被出問題的轉轍器導引到左側的慢速路線上，使得整節車廂變成橫在路面上與前進方向呈90度。列車的車尾首先是撞上高架陸橋旁的護欄，然後開始橫向翻滾並攔腰衝上分隔快慢路線的車站月台，由於車速非常快車廂累積的動能過大，因此撞上月台的車廂不但沒有停下，還一路滾進車站屋簷底下，將對面月台的候車室撞毀之後才停止。至於前方的三節車廂則一路衝過車站，繼續前進了約150至200碼之後才停下。
在事故發生當時，列車上大約有150名乘客，包括第四車廂內的30名乘客，整起事故造成6名乘客與1名路人死亡，16人重傷，60人輕傷。知名英國小說家妮娜·包登（Nina Bawden）與她的夫婿、前BBC世界台總監奧斯登·卡克（Austen Kark）當時也在車上；包登本人在事故中受重傷，而她先生則當場喪命。除此之外，任職於香港鳳凰衛視的台灣籍新聞女主播劉海若與她的兩名好友——TVBS新聞記者巫佳靜與前中視新聞記者林家欣，也同樣都在出事的車廂中。當時劉海若與巫佳靜是為要與剛自倫敦城市大學（City University, London）拿到碩士學位的林家欣相聚，因此相約休假前往英國並一同出遊，卻不幸碰上意外。林家欣在事故當場身亡，而巫佳靜則在送醫之後不治，劉海若則因嚴重的腦部創傷緊急送醫，並曾一度被醫生宣告腦死。
整起意外中最年長的死者，高齡80歲的老婦人安吉妮·昆利萬（Agnes Quinlivan）並不是列車上的乘客。她在事故發生當時正好路經鐵路陸橋下方，結果意外被列車撞擊路旁時震落的結構體擊中。
- 死亡名單：
  - 奧斯登·卡克（Austen Kark），男，75歲
  - 艾瑪·奈特（Emma Knights），女，29歲
  - 林家欣，女，29歲
  - 亞歷山德·歐岡伍斯（Alexander Ogonwusi），男，42歲，送醫後不治
  - 安吉妮·昆利萬（Agnes Quinlivan），女，80歲
  - 喬耐爾·謝克勒（Jonael Schickler），男，25歲
  - 巫佳靜，女，30歲，送醫後不治

## 事件後續
事件發生後英國衛生安全局（Health and Safety Executive，HSE）立刻介入調查事故原因，並發現列車的脫軌起因於轉轍器上固定第二、第三橫桿的螺帽鬆落，車輛高速通過時的劇烈震動導致單獨受力的第一橫桿不穩而出事。雖然當時負責該鐵路路段維護工程的私人企業賈維斯公司（Jarvis）一度主張脫落的螺帽極有可能是人為的破壞，但健康安全局無法尋獲任何人為破壞的跡證，反而是調查出鄰近區域的同類型轉轍器都有普遍的維護不良現象，而一年後出爐的鑑定報告也正式聲明肇事原因應該起因於維修上的疏失而非破壞。
擁有鐵路設施的英國鐵道公司（Railtrack）與承包維修的賈維斯，在2002年8月時曾提出1200萬英鎊的理賠金給予事件中的受害者。而由於連續發生數次因為維護失當而導致的重大意外，英國國內開始爭議過去官方是否疏於監督發包給私人維護的工程。原本就瀕臨破產的英國鐵道公司在2003年時結束營業，由新成立的英國國營鐵路公司（Network Rail）接手經營，並宣布該公司所有的路線維護都回收由自有的維護團隊負責。
在意外中腦部嚴重受創的鳳凰衛視女主播劉海若，在事故發生後被緊急送往皇家自由醫院（Royal Free Hospital）急救，並曾一度被宣告腦死。劉海若在病況稍微緩和後在2002年6月7日被轉送至北京宣武醫院接受治療，並在昏迷兩個月後甦醒，而被普遍視為是一項奇蹟。
2011年5月，英國法院判罰負責鐵軌維修、已由Network Rail公司接手經營的Railtrack公司300萬英鎊。